# Prawo własności przemysłowej
Prawo własności przemysłowej – według konwencji paryskiej o ochronie własności przemysłowej, prawo podmiotowe lub zespół przepisów regulujących prawo podmiotowe do patentów na wynalazki, wzorów użytkowych, wzorów przemysłowych, znaków towarowych, znaków usługowych, nazw handlowych, oznaczeń pochodzenia lub nazw pochodzenia oraz zwalczanie nieuczciwej konkurencji. Polska ustawa dodaje do tego katalogu topografie układów scalonych. Doktryna dodaje jeszcze informacje o charakterze know-how.
Prawo własności przemysłowej ma zróżnicowany, zarówno prywatny, jak i publiczny charakter. Wśród głównych dziedzin prawa własności przemysłowej wymienia się prawo patentowe, prawo znaków towarowych, prawo nazw handlowych, prawo wzorów przemysłowych, prawo wzorów użytkowych oraz prawo konkurencji.